# زردپره چکاوکی
زردپره چکاوکی (نام علمی: Calamospiza melanocorys) نام یک گونه از تیره زردپره‌ایان است.